# Wołczyn
Wołczyn è un comune urbano-rurale polacco del distretto di Kluczbork, nel voivodato di Opole.
Ricopre una superficie di 240,86 km² e nel 2004 contava 14 577 abitanti.